# Campionato Interregionale 1986-1987
Il Campionato Interregionale 1986-1987 fu la 39ª edizione del campionato di categoria e il V livello del calcio italiano.

## Stagione

La formazione del scesa in campo il 17 maggio 1987 a Perugia per il vittorioso spareggio del girone F contro il

### Aggiornamenti
In seguito la Lega Nazionale Dilettanti (L.N.D.) ha inserito nel Campionato Interregionale:
- Grosseto (al posto del Montevarchi ripescato in Serie C2 per la radiazione del Palermo)

- Banca Popolare Pescopagano (al posto del non ammesso Potenza)

Calangianus, Sestu, Nizza Millefonti e Caerano a completamento degli organici.
L'Associazione Sportiva Assisi si fonde con l'Angelana, squadra della frazione assisana di Santa Maria degli Angeli, cedendole il titolo sportivo: la nuova società si iscrive al campionato con il nome di Football Club Assisi Angelana.

## Girone A
La Levante "C" Pegliese è una compagine di Genova.
Il Nizza Millefonti è una compagine della città di Torino.

### Classifica finale
|  | Pos. | Squadra              | Pt | G  | V  | N  | P  | GF | GS | DR  |
|  | ---- | -------------------- | -- | -- | -- | -- | -- | -- | -- | --- |
|  | 1.   | Saviglianese         | 43 | 30 | 16 | 11 | 3  | 45 | 21 | +24 |
|  | 2.   | Pinerolo             | 41 | 30 | 14 | 13 | 3  | 40 | 20 | +20 |
|  | 3.   | Biellese             | 39 | 30 | 14 | 11 | 5  | 40 | 22 | +18 |
|  | 4.   | Levante "C" Pegliese | 36 | 30 | 13 | 10 | 7  | 34 | 25 | +9  |
|  | 5.   | Cuneo                | 31 | 30 | 8  | 15 | 7  | 28 | 25 | +3  |
|  | 6.   | Albenga              | 30 | 30 | 8  | 14 | 8  | 25 | 22 | +3  |
|  | 6.   | Aosta                | 30 | 30 | 10 | 10 | 10 | 27 | 26 | +1  |
|  | 8.   | Cairese              | 28 | 30 | 9  | 10 | 11 | 32 | 36 | -4  |
|  | 8.   | Savona               | 28 | 30 | 8  | 12 | 10 | 30 | 34 | -4  |
|  | 8.   | Vado                 | 28 | 30 | 4  | 20 | 6  | 29 | 34 | -5  |
|  | 8.   | Juventus Domo        | 28 | 30 | 9  | 10 | 11 | 25 | 32 | -7  |
|  | 12.  | Saint-Vincent        | 27 | 30 | 7  | 13 | 10 | 28 | 37 | -9  |
|  | 13.  | Moncalieri           | 26 | 30 | 5  | 16 | 9  | 23 | 27 | -4  |
|  | 14.  | Nizza Millefonti     | 24 | 30 | 4  | 16 | 10 | 23 | 31 | -8  |
|  | 15.  | Imperia              | 21 | 30 | 4  | 13 | 13 | 20 | 37 | -17 |
|  | 16.  | Acqui                | 20 | 30 | 6  | 8  | 16 | 31 | 51 | -20 |

Legenda:
      Promossa in Serie C2 1987-1988.
      Retrocessa in Promozione 1987-1988.
Regolamento:
Due punti a vittoria, uno a pareggio, zero a sconfitta.
A parità di punteggio, solo per l'assegnazione di un titolo sportivo (per la promozione o per la retrocessione), le squadre a pari punti erano classificate secondo gli scontri diretti. In caso di ulteriore parità si procedeva ad una partita di spareggio.

## Girone B
La Castanese è una rappresentativa della città di Castano Primo.
Il Mottese è una rappresentativa della città di Motta Visconti.

### Classifica finale
|  | Pos. | Squadra          | Pt | G  | V  | N  | P  | GF | GS | DR  |
|  | ---- | ---------------- | -- | -- | -- | -- | -- | -- | -- | --- |
|  | 1.   | Pro Sesto        | 44 | 30 | 17 | 10 | 3  | 39 | 16 | +23 |
|  | 2.   | Lecco            | 43 | 30 | 17 | 9  | 4  | 40 | 12 | +28 |
|  | 3.   | Vigevano         | 37 | 30 | 14 | 9  | 7  | 22 | 17 | +5  |
|  | 4.   | Solbiatese       | 33 | 30 | 11 | 11 | 8  | 29 | 19 | +10 |
|  | 5.   | Crema            | 32 | 30 | 11 | 10 | 9  | 40 | 35 | +5  |
|  | 5.   | Fanfulla         | 32 | 30 | 11 | 10 | 9  | 34 | 31 | +3  |
|  | 7.   | Fiorenzuola      | 31 | 30 | 11 | 9  | 10 | 32 | 31 | +1  |
|  | 8.   | Seregno          | 30 | 30 | 9  | 12 | 9  | 33 | 24 | +9  |
|  | 8.   | Saronno          | 30 | 30 | 8  | 14 | 8  | 30 | 28 | +2  |
|  | 8.   | Iris Borgoticino | 30 | 30 | 10 | 10 | 10 | 32 | 36 | -4  |
|  | 11.  | Castanese BPM    | 28 | 30 | 7  | 14 | 9  | 21 | 26 | -5  |
|  | 12.  | Mottese          | 26 | 30 | 7  | 12 | 11 | 25 | 31 | -6  |
|  | 13.  | Oleggio          | 22 | 30 | 7  | 8  | 15 | 26 | 40 | -14 |
|  | 14.  | Sant'Angelo      | 22 | 30 | 8  | 6  | 16 | 23 | 38 | -15 |
|  | 15.  | Abbiategrasso    | 21 | 30 | 7  | 7  | 16 | 20 | 44 | -24 |
|  | 16.  | Omegna           | 19 | 30 | 5  | 9  | 16 | 15 | 33 | -18 |

Legenda:
      Promossa in Serie C2 1987-1988.
      Retrocessa in Promozione 1987-1988.
Regolamento:
Due punti a vittoria, uno a pareggio, zero a sconfitta.
A parità di punteggio, solo per l'assegnazione di un titolo sportivo (per la promozione o per la retrocessione), le squadre a pari punti erano classificate secondo gli scontri diretti. In caso di ulteriore parità si procedeva ad una partita di spareggio.

## Girone C

### Classifica finale
|  | Pos. | Squadra         | Pt | G  | V  | N  | P  | GF | GS | DR  |
|  | ---- | --------------- | -- | -- | -- | -- | -- | -- | -- | --- |
|  | 1.   | Intim Helen     | 49 | 30 | 20 | 9  | 1  | 46 | 12 | +34 |
|  | 2.   | Tombolo         | 41 | 30 | 15 | 11 | 4  | 34 | 19 | +15 |
|  | 3.   | Leffe           | 38 | 30 | 13 | 12 | 5  | 43 | 25 | +18 |
|  | 3.   | Bassano Virtus  | 38 | 30 | 12 | 14 | 4  | 38 | 24 | +14 |
|  | 5.   | Valdagno        | 33 | 30 | 10 | 13 | 7  | 33 | 24 | +9  |
|  | 6.   | Caerano         | 31 | 30 | 8  | 15 | 7  | 21 | 15 | +6  |
|  | 7.   | Pro Palazzolo   | 29 | 30 | 7  | 15 | 8  | 21 | 25 | -4  |
|  | 7.   | Romanese        | 29 | 30 | 8  | 13 | 9  | 20 | 24 | -4  |
|  | 7.   | Benacense 1905  | 29 | 30 | 6  | 17 | 7  | 28 | 33 | -5  |
|  | 10.  | Schio           | 27 | 30 | 7  | 13 | 10 | 27 | 30 | -3  |
|  | 11.  | Castiglione     | 26 | 30 | 7  | 12 | 11 | 26 | 28 | -2  |
|  | 11.  | Passirio Merano | 26 | 30 | 9  | 8  | 13 | 39 | 45 | -6  |
|  | 11.  | Cittadella      | 26 | 30 | 6  | 14 | 10 | 24 | 36 | -12 |
|  | 14.  | Pescantina      | 25 | 30 | 7  | 11 | 12 | 32 | 42 | -10 |
|  | 15.  | Brembillese     | 22 | 30 | 5  | 12 | 13 | 21 | 33 | -12 |
|  | 16.  | Brunico         | 11 | 30 | 1  | 9  | 20 | 10 | 48 | -38 |

Legenda:
      Promossa in Serie C2 1987-1988.
      Retrocessa in Promozione 1987-1988.
Regolamento:
Due punti a vittoria, uno a pareggio, zero a sconfitta.
A parità di punteggio, solo per l'assegnazione di un titolo sportivo (per la promozione o per la retrocessione), le squadre a pari punti erano classificate secondo gli scontri diretti. In caso di ulteriore parità si procedeva ad una partita di spareggio.

## Girone D

### Classifica finale
|  | Pos. | Squadra            | Pt | G  | V  | N  | P  | GF | GS | DR  |
|  | ---- | ------------------ | -- | -- | -- | -- | -- | -- | -- | --- |
|  | 1.   | Riccione           | 43 | 30 | 18 | 7  | 5  | 33 | 17 | +16 |
|  | 2.   | San Marino         | 42 | 30 | 16 | 10 | 4  | 34 | 21 | +13 |
|  | 3.   | San Lazzaro        | 40 | 30 | 13 | 14 | 3  | 34 | 22 | +12 |
|  | 4.   | San Donà           | 38 | 30 | 15 | 8  | 7  | 41 | 24 | +17 |
|  | 5.   | Santarcangiolese   | 35 | 30 | 11 | 13 | 6  | 30 | 20 | +10 |
|  | 5.   | Pro Gorizia        | 35 | 30 | 11 | 13 | 6  | 25 | 19 | +6  |
|  | 7.   | Miranese           | 33 | 30 | 11 | 11 | 8  | 25 | 24 | +1  |
|  | 8.   | Clodia Sottomarina | 27 | 30 | 7  | 13 | 10 | 25 | 25 | 0   |
|  | 8.   | Rovigo             | 27 | 30 | 8  | 11 | 11 | 32 | 33 | -1  |
|  | 10.  | Opitergina         | 26 | 30 | 8  | 10 | 12 | 26 | 29 | -3  |
|  | 10.  | Vittorio Veneto    | 26 | 30 | 8  | 10 | 12 | 20 | 29 | -9  |
|  | 10.  | Russi              | 26 | 30 | 7  | 12 | 11 | 16 | 25 | -9  |
|  | 13.  | Contarina          | 23 | 30 | 7  | 9  | 14 | 26 | 33 | -7  |
|  | 14.  | Fontanafredda      | 21 | 30 | 5  | 11 | 14 | 20 | 34 | -14 |
|  | 15.  | Conegliano         | 20 | 30 | 4  | 12 | 14 | 20 | 36 | -16 |
|  | 16.  | Pro Cervignano     | 18 | 30 | 1  | 16 | 13 | 19 | 35 | -16 |

Legenda:
      Promossa in Serie C2 1987-1988.
      Retrocessa in Promozione 1987-1988.
Regolamento:
Due punti a vittoria, uno a pareggio, zero a sconfitta.
A parità di punteggio, solo per l'assegnazione di un titolo sportivo (per la promozione o per la retrocessione), le squadre a pari punti erano classificate secondo gli scontri diretti. In caso di ulteriore parità si procedeva ad una partita di spareggio.

## Girone E
La Virtus Roteglia è una rappresentativa della città di Castellarano.

### Classifica finale
|  | Pos. | Squadra             | Pt | G  | V  | N  | P  | GF | GS | DR  |
|  | ---- | ------------------- | -- | -- | -- | -- | -- | -- | -- | --- |
|  | 1.   | Sarzanese           | 39 | 30 | 13 | 13 | 4  | 31 | 14 | +17 |
|  | 2.   | Carpi               | 37 | 30 | 13 | 11 | 6  | 38 | 26 | +12 |
|  | 3.   | Pietrasanta         | 34 | 30 | 11 | 12 | 7  | 32 | 23 | +9  |
|  | 4.   | Mirandolese         | 33 | 30 | 11 | 11 | 8  | 21 | 24 | -3  |
|  | 5.   | Vaianese            | 32 | 30 | 11 | 10 | 9  | 34 | 29 | +5  |
|  | 5.   | Ponsacco            | 32 | 30 | 10 | 12 | 8  | 32 | 27 | +5  |
|  | 5.   | Cecina              | 32 | 30 | 9  | 14 | 7  | 22 | 21 | +1  |
|  | 8.   | Cerretese           | 31 | 30 | 11 | 9  | 10 | 32 | 28 | +4  |
|  | 9.   | Viareggio           | 28 | 30 | 8  | 12 | 10 | 30 | 32 | -2  |
|  | 9.   | Migliarina          | 28 | 30 | 5  | 18 | 7  | 18 | 22 | -4  |
|  | 11.  | Colorno             | 27 | 30 | 6  | 15 | 9  | 26 | 27 | -1  |
|  | 11.  | Virtus Roteglia     | 27 | 30 | 9  | 9  | 12 | 29 | 33 | -4  |
|  | 11.  | Intercomunale Vinci | 27 | 30 | 7  | 13 | 10 | 20 | 32 | -12 |
|  | 14.  | Finale Emilia       | 26 | 30 | 6  | 14 | 10 | 19 | 24 | -5  |
|  | 15.  | Viadanese           | 25 | 30 | 7  | 11 | 12 | 29 | 39 | -10 |
|  | 16.  | Levanto             | 22 | 30 | 5  | 12 | 13 | 26 | 38 | -12 |

Legenda:
      Promossa in Serie C2 1987-1988.
      Retrocessa in Promozione 1987-1988.
Regolamento:
Due punti a vittoria, uno a pareggio, zero a sconfitta.
A parità di punteggio, solo per l'assegnazione di un titolo sportivo (per la promozione o per la retrocessione), le squadre a pari punti erano classificate secondo gli scontri diretti. In caso di ulteriore parità si procedeva ad una partita di spareggio.

## Girone F
La Big Blu Castellina è una rappresentativa della città di Castellina in Chianti.
Il Tiberis è una rappresentativa della città di Umbertide.
L'Elettrocarbonium è una rappresentativa di Narni Scalo.

### Classifica finale
|  | Pos. | Squadra            | Pt | G  | V  | N  | P  | GF | GS | DR  |
|  | ---- | ------------------ | -- | -- | -- | -- | -- | -- | -- | --- |
|  | 1.   | Gubbio             | 46 | 30 | 19 | 8  | 3  | 48 | 16 | +32 |
|  | 2.   | Poggibonsi         | 46 | 30 | 16 | 14 | 0  | 40 | 13 | +27 |
|  | 3.   | Vadese             | 40 | 30 | 13 | 14 | 3  | 38 | 21 | +17 |
|  | 4.   | Urbino             | 35 | 30 | 12 | 11 | 7  | 29 | 26 | +3  |
|  | 5.   | Città di Castello  | 32 | 30 | 8  | 16 | 6  | 30 | 25 | +5  |
|  | 6.   | Assisi Angelana    | 30 | 30 | 8  | 14 | 8  | 29 | 27 | +2  |
|  | 6.   | Big Blu Castellina | 30 | 30 | 8  | 14 | 8  | 19 | 18 | +1  |
|  | 8.   | Certaldo           | 29 | 30 | 9  | 11 | 10 | 29 | 26 | +3  |
|  | 9.   | Narnese            | 28 | 30 | 10 | 8  | 12 | 23 | 30 | -7  |
|  | 10.  | Tiberis            | 27 | 30 | 6  | 15 | 9  | 22 | 25 | -3  |
|  | 10.  | Castelfiorentino   | 27 | 30 | 10 | 7  | 13 | 20 | 31 | -11 |
|  | 12.  | Elettrocarbonium   | 26 | 30 | 9  | 8  | 13 | 27 | 31 | -4  |
|  | 12.  | Vigor Senigallia   | 25 | 30 | 9  | 7  | 14 | 24 | 37 | -3  |
|  | 14.  | Grosseto           | 24 | 30 | 7  | 10 | 13 | 22 | 28 | -6  |
|  | 15.  | Colligiana         | 18 | 30 | 3  | 12 | 15 | 19 | 44 | -25 |
|  | 16.  | Foligno            | 17 | 30 | 5  | 7  | 18 | 26 | 47 | -31 |

Legenda:
      Promossa in Serie C2 1987-1988.
      Retrocessa in Promozione 1987-1988.
Regolamento:
Due punti a vittoria, uno a pareggio, zero a sconfitta.
A parità di punteggio, solo per l'assegnazione di un titolo sportivo (per la promozione o per la retrocessione), le squadre a pari punti erano classificate secondo gli scontri diretti. In caso di ulteriore parità si procedeva ad una partita di spareggio.

### Spareggi

#### Spareggio promozione
|        | Risultati |            | Luogo e data            |
| ------ | --------- | ---------- | ----------------------- |
| Gubbio | 1-0       | Poggibonsi | Perugia, 17 maggio 1987 |
|        |           |            |                         |

## Girone G
Il Forio gioca nel comune omonimo, facente parte del territorio dell'isola di Ischia.

### Classifica finale
|  | Pos. | Squadra              | Pt | G  | V  | N  | P  | GF | GS | DR  |
|  | ---- | -------------------- | -- | -- | -- | -- | -- | -- | -- | --- |
|  | 1.   | Celano               | 47 | 30 | 19 | 9  | 2  | 33 | 13 | +20 |
|  | 2.   | Ostia Mare           | 42 | 30 | 16 | 10 | 4  | 31 | 12 | +19 |
|  | 3.   | L'Aquila             | 37 | 30 | 12 | 13 | 5  | 44 | 21 | +23 |
|  | 3.   | Castel di Sangro     | 37 | 30 | 12 | 13 | 5  | 30 | 15 | +15 |
|  | 5.   | Tuscania             | 34 | 30 | 9  | 16 | 5  | 33 | 23 | +10 |
|  | 6.   | Fondi                | 32 | 30 | 12 | 8  | 10 | 24 | 19 | +5  |
|  | 6.   | Cynthia              | 32 | 30 | 11 | 10 | 9  | 24 | 23 | +1  |
|  | 8.   | Astrea               | 30 | 30 | 8  | 14 | 8  | 33 | 33 | 0   |
|  | 9.   | Vis Sezze (-6)       | 29 | 30 | 12 | 11 | 7  | 36 | 22 | +14 |
|  | 10.  | Forio                | 28 | 30 | 9  | 10 | 11 | 21 | 35 | -14 |
|  | 11.  | ALMAS                | 23 | 30 | 4  | 15 | 11 | 26 | 28 | -2  |
|  | 11.  | Tivoli               | 23 | 30 | 5  | 13 | 12 | 21 | 33 | -12 |
|  | 13.  | Viribus Mondragonese | 23 | 30 | 6  | 11 | 13 | 18 | 40 | -22 |
|  | 14.  | Ariano               | 21 | 30 | 7  | 7  | 16 | 25 | 37 | -12 |
|  | 14.  | Formia               | 21 | 30 | 4  | 13 | 13 | 16 | 34 | -18 |
|  | 16.  | Aesernia             | 15 | 30 | 4  | 7  | 19 | 23 | 50 | -27 |

Legenda:
      Promossa in Serie C2 1987-1988.
      Retrocessa in Promozione 1987-1988.
Regolamento:
Due punti a vittoria, uno a pareggio, zero a sconfitta.
A parità di punteggio, solo per l'assegnazione di un titolo sportivo (per la promozione o per la retrocessione), le squadre a pari punti erano classificate secondo gli scontri diretti. In caso di ulteriore parità si procedeva ad una partita di spareggio.
Note:
Il Vis Sezze ha scontato 6 punti di penalizzazione.

## Girone H
La Cingolana è una compagine della città di Cingoli.

### Classifica finale
|  | Pos. | Squadra            | Pt | G  | V  | N  | P  | GF | GS | DR  |
|  | ---- | ------------------ | -- | -- | -- | -- | -- | -- | -- | --- |
|  | 1.   | Chieti             | 46 | 30 | 20 | 6  | 4  | 47 | 20 | +27 |
|  | 2.   | Manfredonia        | 38 | 30 | 15 | 8  | 7  | 40 | 22 | +18 |
|  | 3.   | Monturanese        | 37 | 30 | 12 | 13 | 5  | 32 | 19 | +13 |
|  | 4.   | Fermana            | 33 | 30 | 12 | 9  | 9  | 39 | 32 | +7  |
|  | 5.   | Porto Sant'Elpidio | 31 | 30 | 10 | 11 | 9  | 23 | 22 | +1  |
|  | 6.   | Tolentino          | 30 | 30 | 9  | 12 | 9  | 24 | 27 | -3  |
|  | 7.   | Trani              | 29 | 30 | 6  | 17 | 7  | 23 | 24 | -1  |
|  | 7.   | Tortoreto Lido     | 29 | 30 | 10 | 9  | 11 | 33 | 37 | -4  |
|  | 9.   | Corato             | 28 | 30 | 8  | 12 | 10 | 25 | 24 | +1  |
|  | 10.  | Penne              | 27 | 30 | 9  | 9  | 12 | 28 | 30 | -2  |
|  | 10.  | Cingolana          | 27 | 30 | 8  | 11 | 11 | 27 | 38 | -11 |
|  | 12.  | Osimana            | 26 | 30 | 7  | 12 | 11 | 26 | 29 | -3  |
|  | 13.  | Pineto             | 26 | 30 | 7  | 12 | 11 | 24 | 34 | -10 |
|  | 14.  | Vasto              | 26 | 30 | 8  | 10 | 12 | 28 | 36 | -8  |
|  | 15.  | Lucera             | 25 | 30 | 7  | 11 | 12 | 23 | 33 | -10 |
|  | 16.  | Val di Sangro      | 22 | 30 | 6  | 10 | 14 | 22 | 37 | -15 |

Legenda:
      Promossa in Serie C2 1987-1988.
      Retrocessa in Promozione 1987-1988.
Regolamento:
Due punti a vittoria, uno a pareggio, zero a sconfitta.
A parità di punteggio, solo per l'assegnazione di un titolo sportivo (per la promozione o per la retrocessione), le squadre a pari punti erano classificate secondo gli scontri diretti. In caso di ulteriore parità si procedeva ad una partita di spareggio.

## Girone I
La Sanciprianese è una rappresentativa della città di San Cipriano d'Aversa.

### Classifica finale
|  | Pos. | Squadra         | Pt | G  | V  | N  | P  | GF | GS | DR  |
|  | ---- | --------------- | -- | -- | -- | -- | -- | -- | -- | --- |
|  | 1.   | Vigor Lamezia   | 50 | 30 | 21 | 8  | 1  | 44 | 12 | +32 |
|  | 2.   | Sanciprianese   | 43 | 30 | 17 | 9  | 4  | 47 | 22 | +25 |
|  | 3.   | Battipagliese   | 40 | 30 | 16 | 8  | 6  | 45 | 24 | +21 |
|  | 4.   | Siderno         | 39 | 30 | 15 | 9  | 6  | 28 | 18 | +10 |
|  | 5.   | Angri           | 38 | 30 | 15 | 8  | 7  | 40 | 26 | +14 |
|  | 6.   | Savoia          | 37 | 30 | 12 | 13 | 5  | 42 | 24 | +18 |
|  | 7.   | Sambiase        | 32 | 30 | 10 | 12 | 8  | 29 | 24 | +5  |
|  | 8.   | Paolana         | 29 | 30 | 10 | 9  | 11 | 29 | 30 | -1  |
|  | 9.   | Sarnese         | 28 | 30 | 11 | 6  | 13 | 36 | 33 | +3  |
|  | 10.  | Solofra         | 27 | 30 | 7  | 13 | 10 | 28 | 35 | -7  |
|  | 11.  | Acerrana        | 26 | 30 | 5  | 16 | 9  | 23 | 29 | -6  |
|  | 12.  | Palmese         | 24 | 30 | 6  | 12 | 12 | 25 | 34 | -9  |
|  | 13.  | Nuova Vibonese  | 23 | 30 | 6  | 11 | 13 | 19 | 28 | -9  |
|  | 14.  | Gladiator       | 22 | 30 | 7  | 8  | 15 | 19 | 37 | -18 |
|  | 15.  | Pomigliano      | 17 | 30 | 2  | 13 | 15 | 18 | 46 | -28 |
|  | 16.  | Marcianise (-3) | 2  | 30 | 1  | 3  | 26 | 15 | 65 | -50 |

Legenda:
      Promossa in Serie C2 1987-1988.
      Retrocessa in Promozione 1987-1988.
Regolamento:
Due punti a vittoria, uno a pareggio, zero a sconfitta.
A parità di punteggio, solo per l'assegnazione di un titolo sportivo (per la promozione o per la retrocessione), le squadre a pari punti erano classificate secondo gli scontri diretti. In caso di ulteriore parità si procedeva ad una partita di spareggio.
Note:
Il Marcianise ha scontato 3 punti di penalizzazione.

## Girone L
Il Forastiere è una rappresentativa della città di Senise.
Il Pescopagano Invicta è una rappresentativa della città di Potenza.

### Classifica finale
|  | Pos. | Squadra               | Pt | G  | V  | N  | P  | GF | GS | DR  |
|  | ---- | --------------------- | -- | -- | -- | -- | -- | -- | -- | --- |
|  | 1.   | Kroton                | 47 | 30 | 18 | 11 | 1  | 46 | 17 | +29 |
|  | 2.   | Acri                  | 46 | 30 | 20 | 6  | 4  | 44 | 17 | +27 |
|  | 3.   | Francavilla           | 37 | 30 | 14 | 9  | 7  | 30 | 21 | +9  |
|  | 4.   | Altamura              | 33 | 30 | 11 | 11 | 8  | 31 | 22 | +9  |
|  | 4.   | Fasano                | 33 | 30 | 11 | 11 | 8  | 29 | 23 | +6  |
|  | 4.   | Corigliano            | 33 | 30 | 10 | 13 | 7  | 25 | 24 | +1  |
|  | 7.   | Toma Maglie (-1)      | 31 | 30 | 9  | 14 | 7  | 35 | 31 | +4  |
|  | 8.   | Matino                | 31 | 30 | 8  | 15 | 7  | 29 | 29 | 0   |
|  | 9.   | Forastiere Senise     | 27 | 30 | 8  | 11 | 11 | 20 | 25 | -5  |
|  | 9.   | Mesagne               | 27 | 30 | 11 | 5  | 14 | 38 | 45 | -7  |
|  | 11.  | Castrovillari         | 25 | 30 | 7  | 11 | 12 | 26 | 35 | -9  |
|  | 12.  | Policoro              | 24 | 30 | 6  | 12 | 12 | 21 | 28 | -7  |
|  | 13.  | Corigliano Schiavonea | 23 | 30 | 7  | 9  | 14 | 28 | 47 | -19 |
|  | 14.  | Morrone Cosenza       | 23 | 30 | 9  | 5  | 16 | 26 | 32 | -6  |
|  | 15.  | Ostuni                | 22 | 30 | 6  | 10 | 14 | 26 | 38 | -12 |
|  | 16.  | Pescopagano Invicta   | 17 | 30 | 4  | 9  | 17 | 19 | 39 | -20 |

Legenda:
      Promossa in Serie C2 1987-1988.
      Retrocessa in Promozione 1987-1988.
Regolamento:
Due punti a vittoria, uno a pareggio, zero a sconfitta.
A parità di punteggio, solo per l'assegnazione di un titolo sportivo (per la promozione o per la retrocessione), le squadre a pari punti erano classificate secondo gli scontri diretti. In caso di ulteriore parità si procedeva ad una partita di spareggio.
Note:
Il Toma Maglie ha scontato 1 punto di penalizzazione.

## Girone M

### Classifica finale
|  | Pos. | Squadra               | Pt | G  | V  | N  | P  | GF | GS | DR  |
|  | ---- | --------------------- | -- | -- | -- | -- | -- | -- | -- | --- |
|  | 1.   | Atletico Catania      | 42 | 30 | 15 | 12 | 3  | 34 | 19 | +15 |
|  | 2.   | Nuova Igea            | 38 | 30 | 12 | 14 | 4  | 32 | 20 | +12 |
|  | 3.   | Bagheria              | 37 | 30 | 11 | 15 | 4  | 33 | 23 | +10 |
|  | 4.   | Akragas               | 34 | 30 | 12 | 10 | 8  | 32 | 25 | +7  |
|  | 5.   | Acireale              | 33 | 30 | 10 | 13 | 7  | 40 | 31 | +9  |
|  | 6.   | Scicli                | 30 | 30 | 8  | 14 | 8  | 30 | 22 | +8  |
|  | 7.   | Mazara                | 29 | 30 | 7  | 15 | 8  | 32 | 28 | +4  |
|  | 7.   | Favara                | 29 | 30 | 7  | 15 | 8  | 24 | 23 | +1  |
|  | 7.   | Canicattì             | 29 | 30 | 10 | 9  | 11 | 21 | 26 | -5  |
|  | 7.   | Sciacca               | 29 | 30 | 9  | 11 | 10 | 26 | 37 | -11 |
|  | 11.  | Enna                  | 28 | 30 | 6  | 16 | 8  | 20 | 23 | -3  |
|  | 11.  | Termitana             | 28 | 30 | 9  | 10 | 11 | 18 | 23 | -5  |
|  | 13.  | Comiso                | 27 | 30 | 7  | 13 | 10 | 30 | 33 | -3  |
|  | 14.  | Niscemi               | 27 | 30 | 8  | 11 | 11 | 32 | 33 | -1  |
|  | 15.  | Folgore Castelvetrano | 20 | 30 | 3  | 14 | 13 | 20 | 35 | -15 |
|  | 15.  | Ragusa                | 20 | 30 | 7  | 6  | 17 | 20 | 43 | -23 |

Legenda:
      Promossa in Serie C2 1987-1988.
      Retrocessa in Promozione 1987-1988.
 retrocessione diretta.
Regolamento:
Due punti a vittoria, uno a pareggio, zero a sconfitta.
A parità di punteggio, solo per l'assegnazione di un titolo sportivo (per la promozione o per la retrocessione), le squadre a pari punti erano classificate secondo gli scontri diretti. In caso di ulteriore parità si procedeva ad una partita di spareggio.

### Spareggi

#### Spareggio salvezza
Comiso e Niscemi terminarono a pari punti il campionato. Anche il computo degli scontri diretti fu in parità. Si rese necessario uno spareggio.
|        | Risultati |         | Luogo e data            |
| ------ | --------- | ------- | ----------------------- |
| Comiso | 2-0       | Niscemi | Messina, 31 maggio 1987 |
|        |           |         |                         |

## Girone N
Il San Marco è una rappresentativa della città di Cabras.
Il Fersulcis è una rappresentativa della città di Iglesias.

### Classifica finale
|  | Pos. | Squadra          | Pt | G  | V  | N  | P  | GF | GS | DR  |
|  | ---- | ---------------- | -- | -- | -- | -- | -- | -- | -- | --- |
|  | 1.   | Tempio           | 43 | 30 | 18 | 7  | 5  | 55 | 19 | +36 |
|  | 2.   | Porto Torres     | 41 | 30 | 16 | 9  | 5  | 31 | 13 | +18 |
|  | 3.   | Calangianus      | 39 | 30 | 13 | 13 | 4  | 33 | 19 | +14 |
|  | 4.   | San Marco Cabras | 37 | 30 | 15 | 7  | 8  | 42 | 22 | +20 |
|  | 5.   | Fersulcis        | 36 | 30 | 13 | 10 | 7  | 38 | 22 | +16 |
|  | 6.   | Ittiri           | 35 | 30 | 12 | 11 | 7  | 25 | 20 | +5  |
|  | 7.   | Macomer          | 30 | 30 | 7  | 16 | 7  | 32 | 32 | 0   |
|  | 8.   | Tharros          | 28 | 30 | 9  | 10 | 11 | 33 | 32 | +1  |
|  | 8.   | Gialeto          | 28 | 30 | 10 | 8  | 12 | 27 | 29 | -2  |
|  | 10.  | Fertilia         | 26 | 30 | 9  | 8  | 13 | 29 | 35 | -6  |
|  | 10.  | Gonnesa          | 26 | 30 | 8  | 10 | 12 | 26 | 40 | -14 |
|  | 12.  | Alghero          | 25 | 30 | 8  | 9  | 13 | 26 | 33 | -7  |
|  | 12.  | Guspini          | 25 | 30 | 5  | 15 | 10 | 19 | 33 | -14 |
|  | 14.  | Nuorese          | 23 | 30 | 7  | 9  | 14 | 17 | 31 | -14 |
|  | 15.  | Sestu            | 22 | 30 | 7  | 8  | 15 | 30 | 54 | -24 |
|  | 16.  | Sennori          | 16 | 30 | 3  | 10 | 17 | 15 | 44 | -29 |

Legenda:
      Promossa in Serie C2 1987-1988.
      Retrocessa in Promozione 1987-1988.
Regolamento:
Due punti a vittoria, uno a pareggio, zero a sconfitta.
A parità di punteggio, solo per l'assegnazione di un titolo sportivo (per la promozione o per la retrocessione), le squadre a pari punti erano classificate secondo gli scontri diretti. In caso di ulteriore parità si procedeva ad una partita di spareggio.